# Route nationale 34 (Inde)
Pour les articles homonymes, voir Route nationale 34.
La Route nationale 34 (en anglais : National Highway 34, sigle NH 34), une route nationale  en Inde qui commence à Gangotrî en Uttarakhand et se termine à Lakhnadon (en) au Madhya Pradesh.

## Tracé
Longue de 1 426 kilomètres la route NH 34 passe, entre-autres, par les villes suivantes,:
Uttarakhand
Gangotri Dham, Bhatwari, Uttarkashi, Dharasu, Tehri, Ampata, Rishikesh, Haridwar
Uttar Pradesh
Najibabad, Bijnore, Meerut, Mawana, Ghaziabad, Bulandshahr, Aligarh, Hathras, Etah, Kannauj, Kanpur, Hamirpur, Mahoba
Madhya Pradesh
Chhatarpur, Hirapur, Damoh, Jabalpur, Lakhnadon.